# Fairphone 2
Pour un article plus général, voir Fairphone (smartphone).
Le Fairphone 2 est un smartphone modulaire à écran tactile et double SIM. Il s'agit du deuxième modèle de la société néerlandaise Fairphone, sa commercialisation débute en 2015 et la dernière mise à jour est fournie en mars 2023.

## Conception
Basé sur une construction modulaire, ce smartphone est facilement réparable et conçu pour durer. Il est présenté comme étant un « antidote à l'obsolescence programmée ».

## Financement
Son financement est réalisé par une campagne de financement collaboratif commencée 16 juillet 2015, avec un objectif initial de 15 000 pré-commandes en 2 mois et demi. Le 30 septembre 2015, cet objectif a été atteint, avec 17 552 pré-commandes, équivalentes à un financement de plus de neuf millions d'euros.

## Distribution
Commercialisé en ligne en décembre 2015, son prix public est de 525 €. Il est commercialisé par l'opérateur Orange en France à partir du 28 septembre 2017.

## Prix
C'est le premier téléphone à recevoir le label commerce équitable « Fairtrade de Max Havelaar ».

## OS alternatifs
Le Fairphone 2 est également le premier modèle de la compagnie associé au système d'exploitation Fairphone Open OS.

### Fairphone Open
Le 28 avril 2016 la compagnie annonce la mise à disposition du Fairphone Open OS, un système d'exploitation ouvert, basé sur la version 5.1 d'Android. Prévu uniquement pour le Fairphone 2 et n'intégrant aucun service de Google, le Fairphone Open OS est comparé à CyanogenMod. Depuis l'automne 2015 l'entreprise communiquait sur la mise au point de ce système d'exploitation, le présentant comme une étape importante du projet,, en accord avec les principes de conception et de développement du produit,.
De nouvelles versions de l'Open OS sont proposées en même temps que celles du Fairphone OS : en juin 2017 sous Android 6 puis en novembre 2018 sous Android 7.

### LineageOS
Depuis août 2018, la version 15.1 de LineageOS, lui-même basé sur Android 8.1, est disponible pour le Fairphone 2.
La version 16.0, basée sur Android 9.0 est également disponible sur la page de téléchargements.

### Ubuntu Touch (uTouch)
Le système d'exploitation Ubuntu Touch est aussi développé et maintenu par les développeurs du projet associatif UBports pour cet ordiphone.

### /e/
Une version officielle du système d'exploitation /e/ (basé sur LineageOS précité) est disponible.

## Ventes
Le 22 mars 2019, l'entreprise annonce avoir écoulé tout son stock de Fairphone 2 mais qu'elle continuera à fournir les pièces de rechange pendant 3 ans.